# Cuevitas
Cuevitas és una concentració de població designada pel cens dels Estats Units a l'estat de Texas. Segons el cens del 2000 tenia 37 habitants.

## Demografia
Segons el cens del 2000, Cuevitas tenia 37 habitants, 12 habitatges, i 9 famílies. La densitat de població era de 52,9 habitants per km².
Dels 12 habitatges en un 25% hi vivien nens de menys de 18 anys, en un 58,3% hi vivien parelles casades, en un 16,7% dones solteres, i en un 16,7% no eren unitats familiars. En el 16,7% dels habitatges hi vivien persones soles el 8,3% de les quals corresponia a persones de 65 anys o més que vivien soles. El nombre mitjà de persones vivint en cada habitatge era de 3,08 i el nombre mitjà de persones que vivien en cada família era de 3,5.
Per edats la població es repartia de la següent manera: un 24,3% tenia menys de 18 anys, un 13,5% entre 18 i 24, un 24,3% entre 25 i 44, un 18,9% de 45 a 60 i un 18,9% 65 anys o més.
L'edat mediana era de 38 anys. Per cada 100 dones de 18 o més anys hi havia 86,7 homes.
La renda mediana per habitatge era de 8.750 $ i la renda mediana per família de 8.750 $. Els homes tenien una renda mediana de 0 $ mentre que les dones 0 $. La renda per capita de la població era de 1.703 $. Aproximadament el 100% de les famílies i el 100% de la població estaven per davall del llindar de pobresa.

## Poblacions més properes
El següent diagrama mostra les poblacions més properes.